# Khôi Bân
Khôi Bân (tiếng Trung: 魁斌, 12 tháng 10 năm 1864 – 1915),  là một hoàng thân của nhà Thanh trong lịch sử Trung Quốc, người thừa kế 1 trong 12 tước vị Thiết mạo tử vương.

## Cuộc sống
Khôi Bân sinh vào giờ Dần, ngày 12 tháng 9 (âm lịch) năm Đồng Trị thứ 3 (1864), cùng thế hệ với bối tự "Dục". Ông là con trai thứ tư của Duệ Ý Thân vương Đức Trường, mẹ ông là Thứ Phúc tấn Triệu Giai thị (趙佳氏). Năm Quang Tự thứ 2 (1876), tháng 8, phụ thân ông qua đời, ông được thế tập tước vị Duệ Thân vương (睿親王) đời thứ 12. Năm thứ 13 (1887), tháng 2, trở thành Tổng tộc trưởng của Tương Bạch kỳ. Năm thứ 15 (1889), tháng giêng, ông được ban thưởng mang Tam nhãn Hoa linh. Năm thứ 17 (1891), tháng 11, thụ Nội đại thần (内大臣). Năm thứ 19 (1893), tháng 8, thụ Đô thống Mông Cổ Chính Hoàng kỳ. Tháng 12, nhậm chức Quản yến Đại thần (管宴大臣).
Năm thứ 20 (1894), tháng giêng, ông được ban thưởng Hoàng mã quái (黄马褂). Tháng 2, thụ Chuyên thao Đại thần (专操大臣). Tháng 12, được phái đi quản lý Chính Hoàng kỳ trị niên kỳ Đại thần. Năm thứ 23 (1897), tháng 5, nhậm Hữu dực Tra thành Đại thần. Tháng 8, thay quyền Đô thống Hán quân Tương Bạch kỳ. Năm thứ 24 (1898), tháng 3, quản lý sự vụ Tương Hoàng kỳ Giác La học. Tháng 4, thay quyền Chính Bạch kỳ Lĩnh thị vệ Nội đại thần. Tháng 11, ông được ban thưởng cho phép cưỡi ngựa ở Tây Uyển môn. Năm thứ 25 (1899), tháng 2, thay quyền Đô thống Hán quân Tương Bạch kỳ, quản lý sự vụ Lưỡng dực Tông học. Cùng năm thụ Tông Nhân phủ Hữu Tông nhân. Tháng 8, thay quyền Đô thống Hán quân Chính Hoàng kỳ. Năm thứ 27 (1901), tháng giêng, điều bổ làm Đô thống Mãn Châu Tương Hoàng kỳ. Cùng tháng, thụ Tương Hoàng kỳ Lĩnh thị vệ Nội đại thần, quản lý Thập ngũ Thiện xạ Đại thần.
Năm thứ 28 (1902), tháng giêng, thụ Tổng lý Hành doanh sự vụ Đại thần (总理行营事务大臣). Tháng 4, thay quyền Đô thống Mãn Châu Chính Hồng kỳ. Tháng 5, quản lý Mãn Châu Tương Bạch kỳ Tân Cựu Doanh phòng (新旧营房). Tháng 6, quản lý sự vụ Kiện duệ doanh (健锐营). Tháng 12, phái xuất Trị niên Đại thần (值年大臣). Năm thứ 29 (1903), tháng 3, điều bổ làm Tương Hoàng kỳ Lĩnh thị vệ Nội đại thần. Năm thứ 30 (1904), tháng 2, thay quyền Đô thống Hán quân Tương Hoàng kỳ. Tháng 8, phái xuất Tả dực Sát thành Đại thần (左翼察城大臣). Tháng 12, lại trở thành Tổng tộc trưởng Tương Bạch kỳ. Năm thứ 32 (1906), tháng 9, thụ Tông Nhân phủ Hữu Tông chính (右宗正). Năm Dân Quốc nguyên niên (1914), tháng 9, ông phụng ý chỉ cho phép Vương công phủ đệ, ruộng đất, ân thưởng trở thành tài sản cá nhân. Ông là một Nghị viên của Tư Chính viện (资政院). Năm thứ 2 (1915), tháng 12, thụ Tông Nhân phủ Tông lệnh. Năm Dân Quốc thứ 4 (1915), tháng 2, ông qua đời, thọ 52 tuổi, được truy thụy Duệ Kính Thân vương (睿敬親王).

## Gia quyến

### Thê thiếp
- Đích Phúc tấn: Phú Sát thị (富察氏), con gái của Cố Luân Ngạch phò Cảnh Thọ.
- Trắc Phúc tấn:
  - Mạnh Giai thị (孟佳氏), con gái của Mạnh Thái (孟泰).
  - Vương Giai thị (王佳氏), con gái của Nhị đẳng Hộ vệ Minh Thái (明泰).

### Con trai
1. Trung Thuyên (中銓; 1892 – 1939), mẹ là Trắc Phúc tấn Vương Giai thị. Năm 1915 được thế tập tước vị Duệ Thân vương (睿親王). Vô tự.
2. Trung Minh (中銘; 1895 – 1921), mẹ là Trắc Phúc tấn Vương Giai thị. Có ba con trai.